# Cnodifrontia
Cnodifrontia là một chi bướm đêm thuộc họ Noctuidae.